# 南蛮渡来
『南蛮渡来』（なんばんとらい）は、日本のバンドである暗黒大陸じゃがたら（後のJAGATARA）が1982年に自主レーベルのUgly Orphans Recordsからリリースした1作目のオリジナルアルバム。

## 解説
- 1979年に結成された暗黒大陸じゃがたらの初アルバム。結成当初からバンド名は幾度か変更され、この後さらに「じゃがたら」、「JAGATARA」へと変化する。
- 活動初期に見られたパフォーマンス重視のエログロ路線を脱却し、江戸の嗜好であるサザン・ロックやファンク、パンク・ロック、フェラ・クティといった音楽の影響を雑駁に混在させたサウンド（再発盤ライナーノーツの近田春夫、湯浅学の対談ほか）は中村とうようや渋谷陽一に高く評価され、音楽面での評価を確立した作品となった。
- 当時のメンバーに加えて多くのゲストミュージシャンが参加しており、当時のマネージャーでアルバム制作に携わった映画監督山本政志もコーラスに参加している。

## リリース履歴
1982年5月に自主レーベルのUgly Orphans RecordsからLP盤でリリース（UOR-9007）。その後、Doctor Recordsからほぼ同じジャケットで2nd.プレス盤をリリース（DC-1101）。
1985年と1987年にDoctor Recordsから、それぞれジャケット違いで2度再発（番号は同じDC-1101）。
1989年にCD化され、BMG JAPANからリリース (B25D-13019)。その後、1999年のCD名盤選書（BVCK-38058）、2007年のOTOによるリマスター・紙ジャケット盤（BVCK-17018）、2023年の久保田麻琴によるリマスター・高品質Blu-spec CD2仕様・紙ジャケット盤（MHCL-30793）として再発。CDは全て2曲のボーナストラック「元祖家族百景」と「ウォークマンのテーマ」が追加収録されている。
2020年にソニー・ミュージックのアナログレコード専門レーベルGREAT TRACKSから完全生産限定盤として、LP盤が再発 (MHJL-115)。
- 1985年のDoctor Records再発盤にのみ、ソノシート「日本て暗いね / がまんできない」、1985年と1987年のDoctor Records再発盤には、バイオグラフィー「黒い種馬1979-1987」（八木康夫著）の特典が付いていた。（1985年盤は、後から郵送で送られた。）
- 1982年のUgly Orphans Records盤（1st.プレス）とDoctor Records盤（2nd.プレス）は、ほぼ同じジャケットだが、レーベル名の印字と微妙に色が違う（1st.プレスはオレンジ、2nd.プレスは黄色）。なお、現在は裏ジャケットとされている石の写真が本来は表ジャケットとされていた。1985年のDoctor Records再発盤はOTOの実家（富山）の庭、1987年のDoctor Records再発盤は富士山と、いずれも八木康夫（ヤギヤスオ）によるジャケット・デザインになっている。

## 収録曲
全曲、作詞・作曲：江戸アケミ／編曲：暗黒大陸じゃがたら
<A面>
1. でも・デモ・DEMO
2. 季節のおわり
3. BABY
4. タンゴ

<B面>
1. アジテーション
2. ヴァギナ・FUCK
3. FADE OUT
4. クニナマシェ

## 参加ミュージシャン

### メンバー
- 江戸アケミ（ヴォーカル）
- SAMMY（ドラムス）
- ナベ（ベース）
- EBBY（ギター）
- OTO（ギター）

### ゲストミュージシャン
- よしだ（吉田哲治）（トランペット）1，3
- スマイリー（バリトン・サックス）1
- しんのすけ（アルト・サックス）1
- はじめバンド（コーラス）1
- P・C・E&C（麻生うさぎ）（コーラス）1
- じゃがたらガールズ（コーラス）1，3，7，8
- 福岡ユタカ（近田春夫&ビブラトーンズ）（パーカッション）1.5
- 弁慶（東京グランギニョル）（アルト・サックス）3，7
- 山本政志&斜眼帯（コーラス）3
- 小野研二（トランペット）7
- 佐田川彩（ボイス）7
- ジョージ・河辺（川辺徳行）
- カイ（ドラムス）8
- 近所のガキ（コーラス）8

他に「SPECIAL GUEST」として「BABY」に野村良二、「クニナマシェ」に「JUNGLES」がクレジットされている。